# Batalla de Quiberon
La Expedición de Quiberon fue un intento de tomar militarmente el control de Francia llevado a cabo por emigrantes contrarrevolucionarios, contrarios a la situación política del país galo. Tenía como objetivo estratégico alzar en armas la Francia occidental para acabar con la República Francesa y restaurar la monarquía. Se inició con un desembarco que tuvo lugar el 23 de junio en la península de Quiberon, y que fue repelido definitivamente el 21 de julio. El fracaso supuso un terrible golpe a la causa realista.

## Francia en 1795
En 1792 la Francia revolucionaria había declarado la guerra «a la monarquía austro-húngara», lo que provocó la respuesta de otras potencias europeas y la creación de la Primera Coalición contra ella. No obstante hacia 1795, a pesar de varios reveses iniciales, los revolucionarios no solo habían conjurado la amenaza externa, sino que estaban en pleno proceso de expansión revolucionaria.

## Preparativos
Luis XVIII y el conde de Artois se habían dividido las responsabilidades en la lucha contrarrevolucionaria y los respectivos teatros de operaciones. Luis se hizo cargo de la política y de la región que iba de los Alpes a los Pirineos. El conde, por su parte, se responsabilizó de las provincias occidentales (Vendée, Bretaña, Normandía), y nombró general en jefe de Bretaña al conde Joseph de Puisaye.
Mientras el conde de Puisaye estaba realizando los preparativos para la expedición a Francia, que contaría con el apoyo británico, los efectos de la división de los monárquicos empezaron a hacerse notar. El representante en Londres de una alianza realista a las órdenes de Luis XVIII inició una campaña de descrédito contra él y logró que el conde Louis Charles d'Hervilly viajara como representante suyo en la expedición. La alianza envió a D'Hervilly unas instrucciones tan ambiguas que le posibilitaban incluso disputar las órdenes de De Puisaye e incluso el mando de la expedición.
El punto elegido para el desembarco tenía diversos inconvenientes para los invasores: se trataba de una estrecha lengua de tierra cuyas barras impedían el acceso a parte de la costa. La ubicación tampoco era del gusto de todos, pues una facción de los exiliados cuyo líder —y rival de De Puisaye— era François de Charette, se mostraba partidaria de realizarlo en la Vendée.
Se decidió equipar a algunos de los exiliados con uniformes británicos, ignorando la animadversión que los bretones sentían hacia los ingleses, e incrementar el número de expedicionarios reclutando prisioneros republicanos de las cárceles inglesas, sin tener en cuenta que su lealtad hacia la causa realista era más que dudosa.
Al conde de Artois, teórico comandante en jefe de las fuerzas realistas en Francia occidental, y en cuyo nombre actuaba Joseph de Puisaye, ni siquiera se le consultó sobre la fecha en la que tendría lugar la expedición.

## Expedición

### Travesía
El 23 de junio partieron dos escuadras de 9 barcos de guerra (incluyendo 3 buques de línea y dos fragatas) al mando de los almirantes Hood y Warren y 60 transportes de tropas, portando dos divisiones de exiliados —un total de 3500 hombres— así como mosquetes, uniformes, calzado, comida y suministros para equipar un ejército de 40000 hombres.
La flota francesa dejó Brest y atacó a la escuadra de Warren en las islas de Glénan el 23 de junio, pero perdió dos buques y tuvo que retirarse. Los británicos mantendrían el dominio naval durante el resto de la operación. 
El 26 de junio de 1795, ambas escuadras anclaron en Quiberón. En ese momento, cuando se debería haber producido el desembarco, el conde Louis Charles d'Hervilly mostró su nominación y reclamó el mando supremo de la expedición. De Puisaye y d’Hervilly no tenían el mismo plan; el primero quería aprovechar el elemento sorpresa y atacar sin dilación en apoyo de las fuerzas realistas de Francia occidental, mientras que d’Hervilly opinaba que los chuanes eran indisciplinados y serían incapaces de tener éxito en una batalla en campo abierto, por lo que pretendía permanecer en Quiberón, fortificarlo y convertirlo en una base desde la que ir recibiendo refuerzos. La división no era solo estratégica, sino también política: de Puisaye era un antiguo girondino, partidario de una monarquía constitucional, mientras que d’Hervilly pretendía la reinstauración del Antiguo Régimen. Tras acaloradas discusiones se envió a Londres un correo para confirmar quién era el comandante y, finalmente, d’Hervilly se sometió. Como consecuencia del todo ello, no obstante, se había perdido el elemento sorpresa, y los republicanos comenzaron a reunir tropas para rechazar la invasión. Los exiliados se impacientaban y no comprendían el motivo del retraso, mientras que para los chuanes, que sospechaban de traición, ello confirmó sus temores y provocó un desastroso efecto en la moral.

### Desembarco
Tras dos días de niebla, el día 27 de junio el tiempo se aclaró y los republicanos avistaron los buques ingleses en la bahía de Quiberón. Al mismo tiempo recibían señales procedentes del fuerte de Penthièvre que informaban de que «están desembarcando en gran número». Belle-Île fue bloqueado por varios buques británicos.
El 28 de junio los ingleses desembarcaron 8000 soldados en Carnac y conminaron a los defensores de Belle-Ïle a rendirse, los cuales rechazaron la propuesta. Dado que los chuanes habían derrotado previamente a la guarnición de Auray y tomado Carnac, Landévant y Locoal-Mendon, toda la costa estaba en manos de los realistas, y el desembarco se realizó sin oposición. 
El fuerte Penthièvre, conocido por los republicanos como fuerte sans-culotte, defendido por el 41.º de línea, bloqueaba la ruta al norte de la isla pero ofreció una resistencia insignificante y se rindió el 3 de julio. Gracias a la toma del fuerte los realistas pudieron enlazar con los chuanes, pero el progreso de las fuerzas combinadas no era lo bastante rápido como para inquietar a los republicanos.

### Contraataque republicano
Las desavenencias entre los mandos realistas favorecieron a los republicanos. Las tropas realistas estaban dispersas. Hoche, que estaba entonces en Vannes, con solo 2000 hombres a su mando, se dirigió a Quiberón, solicitando refuerzos urgentes durante la marcha, de modo que el 4 de julio había logrado reunir un ejército de 13000 hombres sin haber sido retrasado por los chuanes del interior: Aimé du Boisguy, apostado en Ille-et-Vilaine con 5000 hombres podría haber detenido el avance de Hoche, pero no había sido informado del desembarco, y solo fue capaz de enfrentarse a él en choques menores. El 5 de julio tuvieron lugar combates en Landevant y Auray, en los que Hoche derrotó a los chuanes al mando de Vauban y Bois-Berthelot. Así las cosas, Hoche llegó a Quiberón, recuperó Carnac el 6 de julio y para el 7 había retomado casi toda la península, convirtiéndola en una trampa para los realistas. Las divisiones chuanes situadas frente a las posiciones de Puisaye fueron rechazadas sin haber llegado a unirse a las divisiones realistas. El conde d’Hervilly no se dignó a apoyarlas a tiempo y a pesar de duros asaltos, el cerco republicano no pudo ser roto.

### Reacción realista
Entre el 10 y el 11 de julio los realistas llevaron a cabo un plan destinado a romper las líneas republicanas: dos columnas, una de 2500 hombres al mando de Lantivy y Jean Jan, y otra de 3500 comandada por Tinténiac y Cadoudal, embarcarían en buques británicos y desembarcarían en Sarzeau para atacar a los republicanos por su retaguardia. Sin embargo, la primera columna se dispersó y la segunda, cuando estaba lista para atacar, recibió un mensaje de la alianza realista en París portado por Charles de Margadel con noticias de un nuevo desembarco cerca de Saint-Brieuc y se dirigió a Côtes-d’Armor en contra de la opinión de Cadoudal. La columna no recibió refuerzos y Tinténiac murió en una emboscada el día 17. Encolerizados, los chuanes se despojaron de sus uniformes y, dirigidos por Cadoudal, consiguieron eludir a las tropas republicanas y volver a sus casas.
Entre tanto, el 15 de julio desembarcaron en Quiberón 2000 exiliados al mando de Charles Eugène Gabriel de Sombreuil. Los exiliados, y después los chuanes, se lanzaron al ataque pero fueron repelidos sufriendo más de 1500 muertos, entre ellos d’Hervilly.

### Asalto a Quiberón

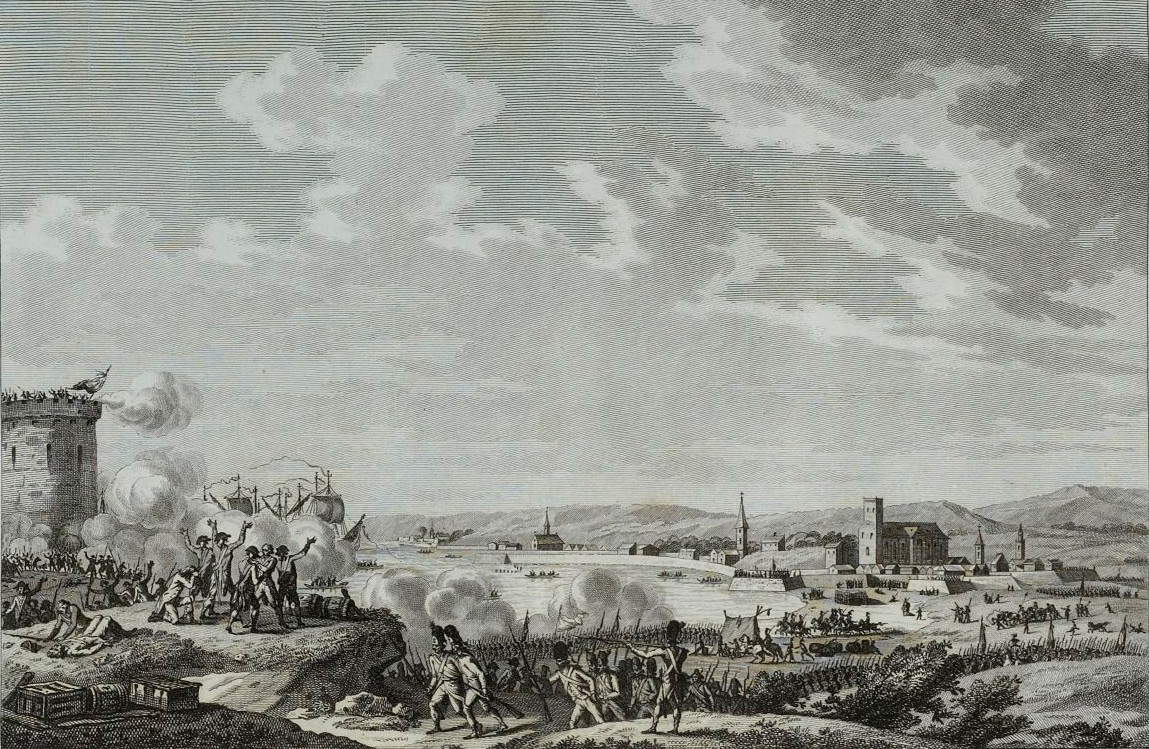
Victoria de los republicanos franceses en Quiberón el 21 de julio, (Museo de la Revolución francesa).

Hoche inició el asalto decisivo la noche del 20 de julio en medio de una violenta tormenta, dirigido contra el fuerte de Penthièvre, defendido por 4000 hombres y apoyado por la artillería naval británica. Los prisioneros republicanos desertaron y, mediante la traición, entregaron el fuerte a Hoche. La mayor parte de los defensores fueron masacrados. En vista de ello la flota británica abrió fuego indiscrimidamente, batiendo tanto a republicanos como a realistas y civiles. De Puisaye, para limitar el alcance de la derrota realista, ordenó reembarcar a sus tropas y, él —junto con 2500 exiliados y chuanes— fue evacuado en barcas de remo. Posteriormente fue acusado de deserción.
Ya solo se resistían al avance republicano Charles de Virot, marqués de Sombreuil y sus hombres, que ofrecieron una dura resistencia. No obstante capitularían el 21 de julio con la promesa de que se les respetaría la vida.

## Ejecución de los realistas
Hoche había prometido verbalmente tratar a los realistas como prisioneros de guerra. Habían sido capturados 6332 exiliados y chuanes junto con miembros de sus familias. Las mujeres y los niños fueron liberados días después de la batalla, pero los soldados fueron juzgados por el comisario Jean-Lambert Tallien, y Sombreuil y 750 de sus hombres fueron condenados por un tribunal militar y fusilados en Auray. De ellos 430 eran nobles, muchos de los cuales habían servido en la flota de Luis XVI. Los fusilados fueron enterrados allí mismo, y el lugar de la ejecución se conoce como el Campo de los Mártires. En 1829 se construyó allí una capilla con forma de templo. En Auray se conserva una lista de los 952 prisioneros del ejército real que murieron entre el 1 y el 25 de agosto de 1795, y allí, en una cripta, se encuentran sus restos.